# Lee Mace’s Ozark Opry
Lee Mace’s Ozark Opry war eine US-amerikanische Country-Sendung, die an den Lake of the Ozarks, Missouri, stattfand und teilweise im Fernsehen übertragen wurde.

## Geschichte

### Anfänge
Der Radiomoderator und Musiker Lee Mace wurde 1952 aus dem Militärdienst entlassen und begann daraufhin beim neugegründeten Radiosender KMRS zu arbeiten. Er moderierte eine 30-minütige Show, die er Ozark Opry nannte. 1953 mieteten Mace und seine Frau Joyce ein Gebäude nahe dem Bagnell Dam, das ungefähr 200 Leute aufnehmen konnte. Das Ehepaar begann dort mit einer Gruppe von Musikern Shows abzuhalten, die live im Radio übertragen wurden. Die Ozark Opry war geboren.

### Aufstieg
Schnell stellte sich die Show als sehr beliebt heraus und im folgenden Jahr wurde pro Woche bereits drei Shows gesendet, 1954 wurde auf vier erhöht. 1955 begann man, über KRCG-TV und KMOS-TV eine halbe Stunde der Show im Fernsehen zu übertragen. In diesem Jahr erreichte die Ozark Opry pro Woche über 100.000 Haushalte. Sie war eine der erfolgreichsten Country-Shows ihres Typs und 1957 ließ Mace am Highway 54 ein eigenes Auditorium bauen, dass zuerst 650 Sitzplätze hatte. Später erweiterte man die Kapazität auf 1200.
Das Ensemble der Ozark Opry war im Gegensatz zu anderen Barn Dance Shows weitaus kleiner und enthielt regionale und lokale Musiker, wie unter anderem Lonnie Hoppers, der später bei Bill Monroe’s Bluegrass Boys spielte. Zudem standen viele Stars der Country-Musik als Gast auf der Bühne der Opry. 

### Ende
Am 16. Juni 1985 verunglückte Lee Mace bei einem Flugzeugunglück tödlich. Trotz des Verlustes leitete seine Frau Joyce die Show mit konstantem Erfolg. Im Jahr 2005 schloss Joyce Mace die Ozark Opry endgültig.